# Ethan Allen
Ethan Allen (10 janvier 1738 - 12 février 1789) est un révolutionnaire américain de la première heure et un chef de guérilla qui a lutté contre la colonisation du Vermont par la province de New York, et plus tard pour son indépendance durant la guerre d'indépendance des États-Unis.

## Biographie

### Jeunesse
Ethan Allen naît à Litchfield, dans le Connecticut, premier enfant de Joseph et Mary Baker Allen. Sa famille déménage brièvement à Cornwall, Connecticut peu après sa naissance. Ethan a sept frères cadets, dont un, nommé Ira, qui deviendra aussi une figure éminente des débuts de l'histoire du Vermont.
Joseph Allen était à la tête d'un groupe de propriétaires fonciers et de commerçants rebelles qui détenaient des titres de propriété émis par le New Hampshire pour les terres de Bennington, Vermont, lequel était à cette époque un territoire disputé, connu sous le nom de New Hampshire Grant. New York, qui revendiquait ces terres, refuse d'honorer ces titres de propriété du New Hampshire et vend des titres concurrents à des personnes qui ne résident généralement pas au Vermont. Ce qui engendre une rébellion au sein de la population locale. En avril 1755, Joseph Allen meurt, laissant Ethan prendre soin de sa ferme familiale et de ses revendications de titres.
Ethan Allen sert dans l'armée coloniale durant la guerre de Sept Ans.

### Guerre d'indépendance
Ethan Allen prend la tête d'une milice appelée les Green Mountain Boys. À leur tête, il s'empare du Fort Ticonderoga le 10 mai 1775 « au nom du grand Jéhovah et du Congrès continental ». En septembre 1775, Allen a dirigé la bataille de Longue-Pointe dans le but de capturer Montréal, mais il échoue et est fait capturé par les autorités de la Grande-Bretagne. Incarcéré à bord de navires de la Royal Navy, il est plus tard transporté au château de Pendennis, construit par Henry VIII, sur un promontoire qui dominait le port de Falmouth en Cornouailles. Allen fut échangé contre un officier anglais le 6 mai 1778, après trente-deux mois de captivité.

## Famille
(août 2008).
Si vous disposez d'ouvrages ou d'articles de référence ou si vous connaissez des sites web de qualité traitant du thème abordé ici, merci de compléter l'article en donnant les références utiles à sa vérifiabilité et en les liant à la section « Notes et références ».
Ethan a cinq enfants avec sa première épouse, Mary Brownson (1732-1783) :
- Lorraine (1763-1783)
- Joseph (1765-1777)
- Lucy Caroline (1768-1842)
- Mary Ann (1772-1790)
- Permelia (1779-1809)

Le mariage d'Ethan avec Mary Brownson dure six ans, et Mary meurt de tuberculose en 1783, quelques mois avant sa fille aînée.
Ethan rencontre sa seconde épouse, une veuve, Frances Montresor Brush Buchanan, en 1784. Ils se marient quelques mois plus tard, le 16 février 1784.
Ils ont trois enfants :
- Fanny (1784-1819)
- Hannibal (1786-1813)
- Ethan (1787-1855)

## Autobiographie
- A Narrative of Colonel Ethan Allen's Captivity. Written by Himself, Burlington (Vermont), Chauncey Goodrich, 1779.